# 阮勸

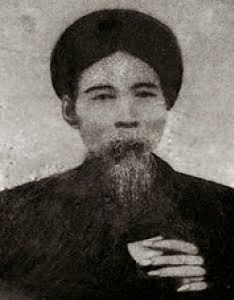
阮勸

阮勸（越南语：／，1835年—1909年），原名阮勝（越南语：／），又作阮文勝，號桂山（越南语：／），越南阮朝官員，三元及第。

## 生平
阮勸是河南省里仁府平陸縣安堵總安堵社（今屬河南省平陸縣忠良社）人，明命十六年（1835年）出生，曾祖父是后黎朝永佑二年三甲阮宗勱。
阮勸聰明好學，早年師從三元陳希曾。嗣德十七年（1864年），阮勸參加河內場鄉試，考中解元。嗣德二十四年（1871年），會試考中會元，庭試考中第一名庭元，三元及第，嗣德帝賜名阮勸。嗣德二十六年（1873年），阮勸初授清化督學，後升清化按察使。嗣德三十年（1877年），升補廣義布政使，不久改任廣南布政使。兩年後回朝擔任直學士，充任國史館纂修。嗣德三十六年（1883年），協和帝繼位后，阮勸升授光祿寺卿，仍充國史館纂修。後權署山興宣總督。建福元年（1884年）秋，阮勸辭官回鄉，後升參知銜致事。
維新三年（1909年），阮勸在家鄉去世，壽七十五歲。

## 作品
阮勸著有《三元安堵詩歌》、《南國地球歌》等喃字詩歌集和《安堵進士詩集》、《桂山詩集》等漢文詩集。

## 子女
阮勸之子阮懽是成泰元年（1889年）副榜。

## 外部鏈接
- 《三元安堵詩歌》 （页面存档备份，存于）
- 《桂山詩集》 （页面存档备份，存于）